# Département Mégri
Das Département Mégri ist ein Département im Osten des Tschad. Es liegt im nördlichen Teil der Provinz Wadi Fira, die Hauptstadt ist Matadjana.
Das Département entstand 2012, als das bisherige Département Kobé aufgeteilt wurde in das Département Mégri und das östlich angrenzende Département Iriba.

## Unterteilung
Das Département Mégri ist seit 2012 in sechs Unterpräfekturen unterteilt:
- Wé
- Nanou
- Ourda
- Matadjana
- Mardebe
- Troa-ngna